# Миџор
Миџор је највиши врх Старе планине у Србији, такође и највиши врх уже Србије. Налази се на граници Србије и Бугарске. Миџор се налази на Старој планини на висини од 2.169 метара. Недалеко од њега је и извор Трговишког Тимока и Лома. Геолошку основу Миџора чине пермски црвени пешчари.

## Географија
У подножју планине се налази планинарски дом Бабин зуб и излетиште, а у подножју Бабиног Зуба је град Књажевац који је на саставу Трговишког и Сврљишког Тимока.

## Галерија
- Тачна позиција Миџора, посматрано из околине Бабиног зуба
- Миџор у облацима
- У самом подножју
- Граничници ка Бугарској
- У част првом освајачу Миџора
- Поглед на Миџор са снегом у мају
- Миџор поглед са Бабиног зуба
- Поглед на Миџор
- Миџор у даљини
- Поглед са планине Руј
- Поглед на Миџор са петловог Бојишта 2021.г.
- Миџор виђен са видиковца Смиловица.